# Comté de Clay (Virginie-Occidentale)
Pour les articles homonymes, voir Comté de Clay.
Le comté de Clay est un comté des États-Unis situé dans l’État de Virginie-Occidentale. En 2013, sa population était de 9 244 habitants. Son siège est Clay. Le comté doit son nom à Henry Clay, homme politique américain du début du XIXe siècle. Le comté fait partie de l'aire métropolitaine de Charleston.

## Principale ville
- Clay